# جنگ صنعتی

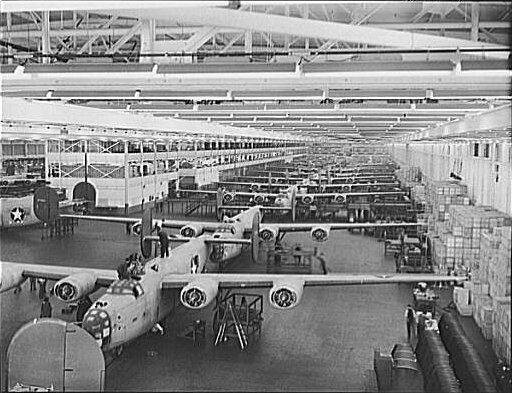
خط تولید جنگنده‌های بی-۲۴ در ایالات متحده آمریکا، تجهیز شده توسط شرکت خودروسازی فورد و متعلق به ارتش این کشور، در خلال جنگ جهانی دوم

جنگ صنعتی (انگلیسی: Industrial warfare) دوره‌ای در تاریخ جنگ است، که از اوایل قرن نوزدهم میلادی با وقوع انقلاب صنعتی آغاز شد و با شروعِ عصر هسته‌ای، پایان یافت. در این دوره دولت‌های ملی با بهره‌گیری از فرایند صنعتی‌سازی، قادر به ساخت ادوات و تجهیزات زمینی، دریایی و هوایی جدیدی بودند. در این گذار ارتش‌های بزرگ شکل گرفتند، که ابتدا با استفاده از ترابری ریلی، سپس از طریق دریا و هوا، قادر به جابجایی سریع و پشتیبانی نیروهای خود شدند. از نظر فناوری نظامی، این دوره شاهد ظهور انواع سلاح‌های پیاده‌نظام، توپخانه، جنگ‌افزار شیمیایی، ادوات زرهی، ناوهای جنگی، زیردریایی‌ها و هواگردها بود.